# BRP EDSA II
Le BRP EDSA II (SARV-002) est un patrouilleur de classe San Juan de la Garde côtière philippine (PCG). Comme tous les navires de sa classe, il a été construit en Australie par Tenix Shipbuilding.

## Conception
La classe San Juan a été conçue spécialement comme un navire d'urgence maritime, avec des capacités de récupération en mer et d'évacuation sanitaire de survivants, incluant des installations médicales d'urgence, des opérations par hélicoptère, y compris le ravitaillement en mer, la lutte contre la pollution maritime, la lutte contre les incendies sur des navires et des installations de décompression pour les accidents de plongée. Chaque lance à incendie est capable de projeter un jet d'eau de mer d’une portée de 100 mètres avec un débit de 300 mètres cubes par heure.
Les navires sont également équipés de quatre radeaux gonflables SOLAS de 25 places ; de six radeaux réversibles ouverts pour 65 personnes ; d’un bateau d'intervention rapide de 6,5 mètres atteignant une vitesse supérieure à 25 nœuds et d'une autonomie de 85 milles marins, lancé à partir de la rampe arrière du navire ; de quatre bateaux pneumatiques à coque rigide de 4,5 mètres mis à l’eau par une grue ; et d’une chambre de décompression. Un espace séparé pour les survivants a été inclus dans l'aménagement du navire, qui inclut la chambre de décompression, l'accueil médical, la salle d'opération et les sièges dans un agencement ouvert.
L'hélisurface à l’arrière peut accueillir un hélicoptère pour un groupe d’intervention aéromobile ou l'évacuation d'urgence, avec un poids maximum emporté de 4672 kg. Des canons de plus gros calibre peuvent être montés sur le gaillard d'avant.

## Historique
En août 2006, le pétrolier MT Solar I a coulé au sud de l’île de Guimaras au milieu d’une mer agitée. Quelque 2 millions de litres de carburant industriel se sont déversés au large de l’île de Guimaras, ce qui est considéré comme l’un des pires incidents environnementaux qui ont frappé les mers philippines. Le vice-amiral Arthur Gosingan, commandant de la Garde côtière philippine, a ordonné l’activation d’un plan national d’urgence en cas de déversement de pétrole afin de nettoyer. La PCG a déployé deux navires transportant du matériel et des produits chimiques pour nettoyer la marée noire : le BRP Edsa II et le BRP Ilocos Norte. Les navires de la Garde côtière ont transporté des pompes à eau à haute pression et des dispersants d’hydrocarbures sur le site. Le personnel de la Task Force Guimaras a reçu l’ordre de « contenir et récupérer » le combustible industriel afin d’éviter des dommages potentiels à l’environnement.
Le BRP EDSA II est intervenu en novembre 2010 lors d’un autre naufrage, celui du Nasco Diamond (OMI : 9467861), un cargo naviguant sous pavillon du Panama. Le navire avait quitté l’Indonésie le 4 novembre avec une cargaison de minerai de nickel à destination de Lianyungang, en Chine. Il a coulé au large des îles du sud du Japon, au sud d’Iriomote, avec 25 membres d’équipage à bord. Des avions de sauvetage japonais ont trouvé des radeaux de sauvetage et des taches d’huile sur la mer au sud d’Okinawa, au Japon. La PCG a approuvé la demande de la Garde côtière japonaise d’autoriser l’entrée d’un avion japonais P-3C Orion dans la zone de responsabilité des Philippines pour la recherche aérienne. La Garde côtière a également alerté deux de ses navires pour qu’ils se joignent aux opérations de recherche et sauvetage : les navires de sauvetage BRP EDSA II et BRP Nueva Vizcaya (SARV-3502). Seuls cinq membres d’équipage ont été retrouvés, dont un mort. Les quatre membres de l’équipage qui ont survécu ont déclaré aux sauveteurs que les conditions météorologiques étaient calmes, les vents étaient modérés et la visibilité était bonne. L’un des survivants a rapporté que le navire avait subi une voie d'eau soudaine dans la salle des machines, laissant à peine le temps d’enfiler les combinaisons de survie et de sauter à la mer.
Le 21 novembre 2010, le Centre opérationnel de la Garde Côtière a reçu l’information qu’un cargo nommé MV Mara signalait un incendie dans la salle des machines alors qu’il naviguait à environ 60 milles marins au sud-ouest de la baie de Manille. Immédiatement, le BRP EDSA II a été dépêché dans la zone. Le Centre opérationnel de la Garde côtière a été en mesure d’établir un contact avec le capitaine du navire en détresse, qui l’a informé que l’incendie à bord avait été éteint et que tout l’équipage était en sécurité.
À partir d’avril 2012, de nombreux navires philippins ont affronté des navires chinois près du récif de Scarborough, dans des eaux contestées en mer de Chine méridionale,. Les tensions entre Manille et Pékin dans la zone ont commencé début avril 2012, lorsque le BRP Gregorio del Pilar de la marine philippine a tenté d’arraisonner sept bateaux de pêche chinois qu’il avait surpris en train de braconner sur le récif de Scarborough. Le BRP Pampanga a été déployé dans la zone, et le BRP EDSA II a été envoyé pour le relever. Les deux navires ont été harcelés par le Yuzheng-310, considéré comme le navire de surveillance maritime le plus moderne de la Chine. Dans un communiqué, les Philippines ont déclaré que « le Yuzheng-310 s’est approché des deux navires philippins à environ 20 nœuds, puis s’est éloigné, générant une vague de deux mètres ». Le ministère des Affaires étrangères philippin a déclaré qu’un rapport du PCG avait révélé que l'intimidation avait eu lieu alors que le BRP EDSA IIrelevait le BRP Pampanga,. Aucun dommage n’a été infligé aux deux navires, qui n’ont pas réagi aux provocations du navire chinois, a-t-il ajouté.
Le 09 mars 2002, le BRP EDSA II et son commandant, le LCDR Evangelista, ont accueilli les membres du 120e Escadron pour une familiarisation à bord du navire de recherche et de sauvetage.